# Рюкзачок
«Рюзкачо́к» — ежемесячный познавательно-игровой журнал. Адресован детям от 7 до 12 лет. Выпускается в Беларуси с 2005 года. 
Журнал включает познавательные статьи, стихи, рассказы, настольные игры, комиксы, шутки, загадки, а также научно-популярные материалы для родителей и электронное приложение с детскими песнями, классической и народной музыкой, презентациями, видеороликами, интерактивными обучающими тренажерами.
Консультативную помощь журналу оказывает общественно-редакционный совет под председательством Р. С. Сидоренко, заместителя Министра образования Республики Беларусь.

## История
Идея создания детского познавательного журнала на базе научно-методического журнала «Пачатковая школа» принадлежала Наталье Ваниной, директору и главному редактору издательства «Пачатковая школа». Новый журнал должен был обеспечить взаимодействие всех участников образовательного процесса: учителей начальных классов, младших школьников и их родителей.
Концепцию журнала «Рюкзачок» разработала Ольга Ванина. Она сформировала творческий коллектив авторов, художников, дизайнеров. Первый номер журнала вышел в апреле 2005 года.
С 2008 года «Рюкзачок» выходит с электронным приложением.
В 2009 году начался выпуск дочерних журналов «Рюкзачок. ВЕСЕЛЫЙ ЗООПАРК», «Рюкзачок. МИР ПУТЕШЕСТВИЙ» и «Рюкзачишка». За организацию выпуска серии познавательно-игровых журналов для детей О. Ванина награждена грамотой Министерства образования Республики Беларусь.
С 2017 года «Рюкзачок» выходит с использованием технологии дополненной реальности.

## Награды
«Рюкзачок» трижды становился лауреатом Национального конкурса печатных СМИ «Золотая литера».
В 2009 году журнал «Рюкзачок» стал победителем V Национального конкурса печатных СМИ «Золотая литера» в номинации «Лучшее детско-юношеское издание».